# Canonica d’Adda
Canonica d’Adda (lombardul: Calònega) település Olaszországban, Lombardia régióban, Bergamo megyében. Lakosainak száma 4217 fő (2023. január 1.). Canonica d’Adda Capriate San Gervasio, Fara Gera d’Adda, Brembate, Pontirolo Nuovo és Vaprio d’Adda községekkel határos.

## Népesség
A település népessége az elmúlt években az alábbi módon változott:
| Lakosok száma | 4479 | 4504 | 4217 |
|               | 2017 | 2018 | 2023 |